# Badebude
Eine Badebude ist eine kleine Bude in der Nähe einer Badestelle. Meist hölzern, wird sie zur Lagerung von Badeutensilien, Aufbewahrung von persönlichen Gegenständen und zum An- oder Ablegen der Badebekleidung genutzt. Badebuden unterscheiden sich in ihrer Größe und Ausstattung; so gibt es sowohl einfache kleine Kabinen, die nur der Umkleidung dienen, als auch größere Hütten, die über eine Inneneinrichtung und Elektrizität verfügen. Anders als Badehäuser verfügen sie über keine eigene Badestelle im Inneren, und anders als Badekarren sind sie befestigt und werden nicht ins Meer hinein bewegt.

## Am Beispiel von Dagebüll

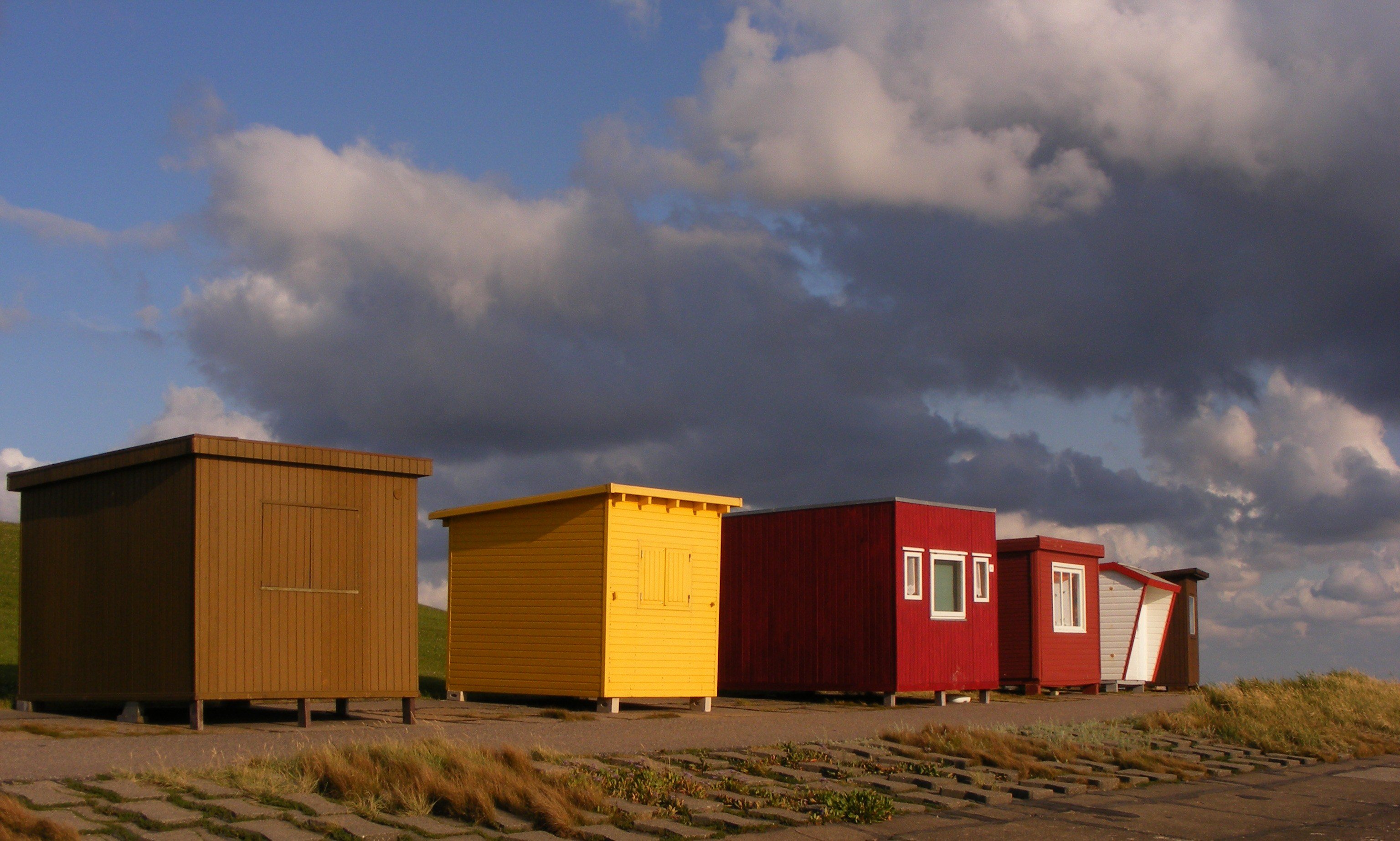
Badebuden am Dagebüller Badestrand

In der nordfriesischen Gemeinde Dagebüll haben Badebuden eine lange, bis zum Jahre 1927 zurückreichende, Tradition. Zu Beginn der Badesaison werden die Buden zusammen mit den Strandkörben aus dem Winterlager heraus an den Strand gestellt. Die Strandkörbe werden dabei auf dem begrasten Deich platziert, während die Badebuden davor am befestigten Deichfuß verankert werden. Damit sind sie vor Hochwasser geschützt. Die rund 60 Buden sind von unterschiedlicher Bauart, verschieden gefärbt, und prägen den Gesamteindruck des Badestrandes. Anders als die Strandkörbe, die vor allem von Touristen angemietet werden, werden sie über das Erbrecht nur innerhalb einer Familie genutzt und weitergegeben. Das Traditionsrecht wurde eingeführt, um die Zahl der Buden zu begrenzen.
Die jeweils rund acht Quadratmeter messenden Buden verfügen meist über verschließbare Außenfenster und Sitzgelegenheiten im Innenraum. Bei schlechter Witterung schützen sie vor Sturm und Regen. So lassen einige Nordfriesen dort nach dem Bade bei Klönschnack und einem Pharisäer oder Köm den Tag ausklingen.